# Стайки (Невельский район)
Стайки — деревня в Невельском районе Псковской области России. Входит в состав Туричинской волости.

## География
Расположена в 36 километрах к юго-западу от районного центра, города Невеля, и в 4 км к западу от волостного центра, деревни Туричино.

## Население
| 2001 | 2002 | 2010 |
| ---- | ---- | ---- |
| 180  | ↘150 | ↘126 |

Численность населения деревни по оценке на начало 2001 года составляла 180 жителей.